# Myrmica pseudorugosa
Myrmica pseudorugosa is een mierensoort uit de onderfamilie van de Myrmicinae. De wetenschappelijke naam van de soort is voor het eerst geldig gepubliceerd in 2012 door Bharti.